# 甘貝萊鎮區
甘貝萊鎮區，為緬甸欽邦敏達縣下轄的一個鎮區。區域面積2,493.9平方公里。甘貝萊為該鎮區首府。
2011年統計甘貝萊鎮區共下分26個村組、117個村莊，但只有約13個村莊可利用交通工具來進出該村莊，其餘一百多個村莊僅能以徒步來進出該村莊 。
根據2014年人口普查的結果，甘貝萊鎮區人口有21,493人。該鎮區是欽邦最孤立的地區之一。